# Gouvernement Dologuélé III
Le Gouvernement Dologuélé 3 est le gouvernement de la République centrafricaine de la publication du décret présidentiel  du 16 avril 2000, jusqu’à la nomination du Gouvernement Ziguélé 1, le 5 avril 2001. Il s’agit d’un gouvernement nommé par le Président Ange-Félix Patassé.

## Composition
Le gouvernement Dologuélé 3 est composé de 27 membres, dont le Premier ministre, 22 ministres, 3 ministres délégués et un Secrétaire d'État.

### Premier ministre
- Premier ministre, chef du Gouvernement, ministre de l'Économie, des Finances, du Plan et de la Coopération internationale: Anicet-Georges Dologuélé

### Ministres
- Ministre des Affaires étrangères et Francophonie: Marcel Météfara
- Ministre de la Défense: Jean-Jacques Démafouth
- Ministre de la Justice: Antoine Grothe
- Ministre de l’Intérieur: Maurice Regonessa, remplacé le 15 décembre 2000 par Théodore Bikoo (PLD[3])
- Ministre de l’Éducation nationale: Éloi Anguimaté
- Ministre de l’Enseignement supérieur et Recherche scientifique: Timoléon Mbaikoua
- Ministre du Commerce, de l’Industrie et de la promotion du secteur privé: Jean-Baptiste Koyassambia
- Ministre des Mines et Énergie : André Latou
- Ministre de la Promotion du monde rural: Gabriel Dote Badekara
- Ministre des Transports et Aviation civile: Désiré Pendemou
- Ministre de la Fonction publique et Emploi: Denis Wangao Kizmalé
- Ministre des Affaires sociales, Promotion de la famille et des personnes handicapées: Rachel Dea Nambona
- Ministre de la Poste et des Télécommunications: Jean Bruno Vickos
- Ministre de la Jeunesse et des Sports: Bernard Yoro
- Ministre de la Communication : Francis Albert Ouakanga
- Ministre del’Environnement, des Eaux, Forêts, Chasse, Pêche: Daniel Emery Dédé
- Ministre du Tourisme : Nathalie Constance Gounebana
- Ministre del’Equipement, de l’Aménagement du territoire et Urbanisme: Joseph Kalité
- Ministre de l’Urbanisme et Edifices publics: André Nalké
- Ministre de la Santé publique et de la Population: Richard Lakoue
- Ministre de la Promotion de la Culture civique, chargé des relations avec le Parlement: Agba Otikpo Mézodé
- Ministre des Affaires présidentielles: Michel Gbézéra-Bria

### Ministres délégués
- Ministre délégué chargé des relations avec le monde arabe: Bello Mamadou
- Ministre délégué aux Finances: Théodore Dabanga
- Ministre délégué à l'Économie: Jacob Mbaïtadjim

### Secrétaire d’État
- Secrétaire d'État à l'Intérieur, chargé de la Sécurité publique : Robert Zana